# Lily Salvo
Lily Juana Salvo Zorich, conocida artísticamente como Lily Salvo (La Plata, 2 de diciembre de 1928 - Roma, 2 de mayo de 2010), fue una artista plástica, ilustradora y vestuarista rioplatense. Se formó en la Escuela del Sur, taller constituido por Joaquín Torres García, uno de los principales artistas latinoamericanos; y luego vivió cuatro décadas en Europa, donde realizó la mayor parte de su obra.

## Biografía
Lily Salvo fue una pintora, grabadora, dibujante y escenógrafa argentino-uruguaya hija de Roberto Salvo, químico y amante de las artes, y de María Élida. Estudió en la Escuela Nacional de Bellas Artes montevideo de Montevideo y en el taller de Joaquín Torres García, donde experimentó con el constructivismo antes de forjar un estilo personal, enfocado en la interpretación realista y emocional de sus sujetos. A los 14 años, su obra fue incluida en el Salón Nacional de Bellas Artes de Uruguay, lo que marcó el inicio de su carrera artística.
A los 15 años conoció a quien sería su primer esposo, Antonio Grompone, con el que tuvo dos hijos, Bruno y Aldo. 
Lily Salvo participó activamente en la vida cultural de Montevideo en las décadas de 1950 y 1960, relacionándose con intelectuales y artistas en el Café Sorocabana. Durante esos años, colaboró con el semanario Marcha y diseñó programas para el Cine Club-Cinemateca de Montevideo, fundado por su primer esposo. En esta etapa, expuso colectivamente en Nueva York junto al grupo de Torres García, consolidando su presencia internacional.
En 1969, gracias a algunos amigos escritores, conoció al que llegó a ser su segundo esposo, Andrés Neumann, un joven que comenzaba a transitar por el mundo del teatro independiente de Montevideo. Por aquellas fechas, en los círculos artísticos de Montevideo era conocida como La Diosa.
En 1972, poco antes del golpe de estado en Uruguay, Andrés y Lily, con Mara, su hija de pocos meses, se trasladaron a Europa, teniendo que dejar a los dos hijos de su primer matrimonio con el padre. Poco después, ya en Italia, un amigo advirtió a Lily que la policía la estaba buscando por haber realizado un cartel contra la dictadura uruguaya, expuesto en un festival de L’Unità, organizado por el Partido Comunista italiano, por lo que no pudo volver a Montevideo. En 1973 se establecieron en Nancy, hasta que en 1974, no pudiendo regresar a Uruguay, se instalaron en Florencia, para finalmente trasladarse a Roma, donde Neumann afirmó su labor teatral y Lily estableció firmes relaciones con varios galeristas romanos.
En el 2001 murió el primogénito Bruno, a los 48 años, quien sufría desde niño de una grave enfermedad que repercutió en la obra de su madre, la cual evolucionó hacia una dimensión espiritual.
Lily falleció en Roma en el 2010 a los 82 años, dejando un legado artístico que continúa siendo valorado en colecciones privadas y públicas de América Latina y Europa.

## Vida profesional
Lily Salvo fue una artista argentino-uruguaya, que desarrolló gran parte de su trayectoria primero en Uruguay y luego en Italia. Formada en la Escuela Nacional de Bellas Artes de Montevideo, donde fue influenciada por el constructivismo de Joaquín Torres García, evolucionó desarrollando un estilo propio. Durante su adolescencia, se integró al ambiente cultural de Montevideo, vinculándose en particular con algunos personajes de alto nivel, como Ernesto Sábato, Pablo Neruda y Jorge Luis Borges.

En la década de 1960, su obra comenzó a ganar reconocimiento internacional después de participar en exposiciones colectivas en Nueva York. Realizó su primera muestra individual en la Galería Blue Chips de Lucca.
En 1976, y en 1990 expuso en la Galería Arco Farnese de Roma, consolidando su reputación en Europa. En 1996 fue invitada por Arnaldo Romani Brizzi y Massimo Caggiano a exponer en la galería romana Il Polittico. Trabajando constantemente, participó en exposiciones individuales y colectivas en reconocidos ámbitos como el Instituto Bertold Brecht de Montevideo, la Intar Latin American Gallery de Nueva York, la Galería Lirolay de Buenos Aires y la Bienal de Arte Gráfico de Cali, Colombia.
Paralelamente, colaboró con el coreógrafo belga Micha van Hoecke, diseñando vestuarios para sus espectáculos, un trabajo que destacó por su capacidad de fusionar las artes visuales con las escénicas.
En sus años romanos, Lily destacó como pintora y vestuarista. En 2004 el Senado de la República Italiana adquirió una de sus obras para la colección permanente de Palazzo Madama. Ese mismo año, participó en el Convenio Internacional sobre realismo mágico y fantástico en la Universidad de Udine. Una de sus obras se encuentra en la colección permanente del Complesso Monumentale di Santa Chiara en Nápoles. También está presente en el acervo del Museo Juan Manuel Blanes, el Museo Nacional de Artes Visuales de Montevideo, la Fundación Gurvich, y en varias colecciones privadas.

## Obra
La obra de Lily Salvo abarca pintura, grabado, ilustración y vestuario, caracterizándose por un estilo figurativo con influencias expresionistas y surrealistas. Desarrolló un lenguaje propio que, después de alejarse del constructivismo, exploró temas relacionados con el simbolismo, el universo onírico y la condición humana.
Creó también una variedad de objetos artísticos, realizados con técnica mixta, que consisten en pequeñas instalaciones con objetos y figuras femeninas que sugieren narrativas simbólicas.
Las mujeres son un tema recurrente en su obra, representadas tanto en escenarios realistas como en composiciones de carácter onírico. Durante la década de 1970, en el período inmediato al exilio, produjo grabados de fuerte contenido político que reflejaban su oposición a las dictaduras sudamericanas, en colaboración con artistas como Luis Camnitzer y Liliana Porter.
También ha colaborando en el ámbito teatral y operístico, y diseñando vestuarios para espectáculos de danza contemporánea.
Reconocida por la crítica tanto en América Latina como en Europa, logró destacarse por su dominio técnico y arte conceptual. Su obra se caracteriza por un tratamiento minucioso de la figura humana, una riqueza cromática que acompaña narrativas complejas, y su capacidad para combinar elementos históricos, políticos y espirituales en composiciones de gran profundidad visual. Su estilo fue valorado por artistas e intelectuales contemporáneos como Ernesto Sábato Andrzej Wajda, y también por históricos y críticos de arte como Mario De Micheli, quienes escribieron sobre ella, resaltando su sensibilidad y profundidad artística.
El legado de Lily Salvo incluye no solo su producción artística, sino también su contribución al desarrollo del arte latinoamericano en el exilio. Su obra continúa siendo estudiada por la capacidad para integrar diferentes lenguajes artísticos y su enfoque en temas de feminismo, memoria, identidad y espiritualidad.

## Exposiciones

### Exposiciones individuales
- Lily Salvo. De la misma materia que los sueños - Museo Juan Manuel Blanes, Montevideo (2020).[14][15]
- Lily Salvo. La estructura de los sueños - Archivio di Stato di Firenze, Ministero dei Beni Culturali (2012).[16]
- Lily Salvo. La muerte del torero - Galería Monserrato, Roma (2010).[17]
- Lily Salvo. Erotismo Mágico – Galería Il Polittico, Roma (2004). [18]
- Lily Salvo. Le porte del tempo – Palacio del Ridotto, Cesena (2000).
- Lily Salvo. La geografía del tiempo – Galería Il Polittico, Roma (1999).[19]
- Los Hijos de las naves – Galería Latina, Montevideo (1997).
- I Figli delle Navi – Galería Il Polittico, Roma (1996).
- Lily Salvo. Opere Recenti – Galería Arco Farnese, Roma (1990).
- Teatro Olímpico – Roma (1986).
- Teatro Comunal – Florencia (1986).
- Teatro San Carlo – Nápoles (1986).
- Inter Latin American Gallery – Nueva York (1985).
- Lily Salvo. Interiorità degli specchi – Galería Schubert, Milán (1983).
- Lily Salvo – Galería La Ciudadela, Montevideo (1983).
- Lily Salvo – Galería Desa, Cracovia (1980).
- Cámara del Comercio – Messina (1979).
- Lily Salvo. Acqueforti e disegni – Imprenta La Bezuga, Florencia (1978).
- Galería Blue Cips – Lucca, Italia (1976).
- Librairie Didier – Nancy (1974).
- Teatro El Galpón – Montevideo (1972).
- Galería Pinto – Montevideo (1971).Histo
- Unión Artistas Plásticos Contemporáneos – Montevideo (1970).
- Instituto Bertolt Brecht – Montevideo (1969).
- Galería Lirolay – Buenos Aires (1968).
- 12 óleos de Lily Salvo – Amigos del Arte, Montevideo (1967).

### Exposiciones colectivas
- ELLAS. Mujeres de la escuela del Sur - Museo Juan Manuel Blanes (2024).[20]
- El Maestro y los compañeros de Gurvich en el Taller Torres García – Museo Gurvich, Museo Histórico Cabildo, Montevideo (2023)
- La Stanza Segreta. Capolavori della figurazione contemporanea dalla Collezione Massimo Caggiano.Perugia (2019). [21]
- Bellezza Essere & Benessere. Galería Il Vicolo, Cesena (2013)[22]
- L'Italia è un colore sognato. Galería Monserrato, Roma  (2011)[23]
- Nascondi la pietra che Caino non la trovi. Museo Civico, Lecco (2011)[24]
- Prima della Quaresima uomini Santi Dei pagliacci e coriandoli. Galería Monserrato, Roma (2011)[25]
- Nel giorno dell’Immacolata Concezione a voi diamo la bellezza nella perversione della forma. Galería Monserrato, Roma (2010)[26]
- Maria è la luce. Galería Monserrato, Roma (2010)[27]
- Arte a Palazzo. Oraziana 2001 – Palacio Orsini, Licenza (2001).
- Imaginal Realisme – Nueva York (2000).
- Nativity – Sint-Jozef, Oostende (1999-2000).
- Icone del Volto – Galería Il Polittico, Roma (1998).
- Facultad de Bellas Artes – Alejandría (1998).
- Universidad Dihelwan – El Cairo (1998).
- Facultad de Bellas Artes – Luxor (1998).
- Instituto Italiano de Cultura – El Cairo (1998).
- Linee dell’Arte Italiana degli Anni Novanta – Feria Internacional de Belgrado, Serbia (1998).
- L’Arte a Roma – Ex Mattatoio del Testaccio, Roma (1997).
- Il Volto e l’Anima – Arco Farnese, Roma (1996).
- Museo de Arte Moderna – Montevideo (1995).
- Il ritratto – Castello Estense, Ferrara (1991).
- Otto riproduzioni de D. A. Siqueiros – Casa de la Cultura Il Cisternino, Livorno (1977).